# Hamad Al-Muntaszari
Hamad Al-Muntaszari (arab. حمد المُنتشري; ur. 22 czerwca 1982 r. w Dżudda) – saudyjski piłkarz występujący na pozycji obrońcy w Ittihad FC.

## Sukcesy
- Azjatycka Ligi Mistrzów: 2004, 2005
- Piłkarz Roku w Azji: 2005